# Noslen Díaz
Noslen Díaz Amaro (13 de agosto de 2002) é um jogador de vôlei de praia cubano.

## Carreira
No ano de 2018 ao lado de Asniel Herrera Díaz finalizou em terceiro lugar na Copa Cerro Pelado de Voleibol de Playa em Boyeros.
Em 2021 formando dupla com Luis Reyes conquistou o título da etapa qualificatória para os Pan Júnior  e disputaram a referida edição e foram medalhistas de prata.

Em 2022, ao lado de [[Jorge Luis Alayo Moliner|Jorge Luis Alayo] venceram o Classificatório sediado em Santo Domingo para o Campeonato Mundial de Roma, no referido mundial terminaram na décima sétima posição, também venceram a etapa de Aguascalientes do Circuito NORCECA, o bronze na etapa de Varaderoe a prata na etapa de Punta de Cana
e o vice-campeonato na etapa final também em Punta Cana.
Na temporada de 2023, permaneceu formando dupla com Jorge Luis Alayo, e estreou no circuito mundial no Challenge de La Paz (México) terminaram na nona posição, repetindo o feito no Challenge de Saquarema, e o quarto lugar no Challenge de Itapema. No Circuito NORCECA de 2023 conquistaram o bronze na etapa de Varadero. Juntos, conquistaram em 2023 os títulos dos classificatórios para os [[Jogos Pan-Americanos Júnior] de 2025]], Circuito NORCECA Sub-23 em Punta Cana, neste mesmo lugar venceram o classificatório para o Campeonato Mundial de Voleibol de Praia de 2023, ainda disputaram o Circuito Russo de Vôlei de Praia de 2023, alcançaram o terceiro lugar na etapa de Cazã e na etapa final de Anapa, foram medalhistas de bronze nos Jogos Centro-Americanos e do Caribe de 2023 em San Salvador.

## Títulos e resultados
- Challenge de Itapema do Circuito Mundial de Vôlei de Praia de 2023
- Etapa de Aguascalientes do Circuito NORCECA de Vôlei de Praia:2019
- Etapa de Varadero do Circuito NORCECA de Vôlei de Praia:2023
- Etapa de Varadero do Circuito NORCECA de Vôlei de Praia:2022
- Etapa Final de Anapa do Circuito Russo de Vôlei de Praia:2023
- Etapa de Cazã do Circuito Russo de Vôlei de Praia:2023